# يان كلارك (لاعب دوري الرغبي)
يان كلارك (بالإنجليزية: Ian Clark)‏ هو لاعب دوري الرغبي بريطاني، ولد في 1 سبتمبر 1992 في غلوستر في المملكة المتحدة.